# Innersttjärnen, Västerbotten
Innersttjärnen är en sjö i Skellefteå kommun i Västerbotten och ingår i Rickleåns huvudavrinningsområde.